# یابلوننا
یابلوننا (به چکی: Jablonná) یک منطقهٔ مسکونی در جمهوری چک است که در ناحیه پریبرام واقع شده‌است.